# Walter Block
Pour les articles homonymes, voir Block.
Walter Block (né en 1941) est un économiste américain de l'École autrichienne d'économie, longtemps professeur à l'université de Vancouver. Il enseigne aujourd'hui sur la côte est des États-Unis.

## Biographie
Walter Block est né à Brooklyn, à New York ; ses parents sont Abraham Block, expert-comptable, et Ruth Block, assistante juridique, qui étaient tous les deux de gauche selon Block. Sa famille est juive, mais il se déclare « athée fervent ».

## Défendre les indéfendables
Dans son ouvrage Défendre les indéfendables (1975), il prend une position pour le moins étonnante. Une fois bien distinguée, en guise d'avant-propos, la différence fondamentale entre une activité moralement condamnable et le droit inaliénable juridiquement reconnu à tel ou telle de l'exercer, Walter Block entend démontrer, en bon économiste, que ces activités que notre société redécouvre sont non seulement acceptables mais bénéfiques pour l'ensemble de la communauté (elles répondent toutes, en effet, à une demande des citoyens).
Tel est l'objet de ce livre sulfureux, véritable OVNI dans le ciel de l'idéologie consensuelle dominante, à droite comme à gauche
.
Walter Block n'entend pas ici faire œuvre de théoricien : Défendre les indéfendables est un brûlot de vie pratique. On n'y trouvera que des cas concrets et quotidiens (une cinquantaine) regroupés en grandes parties thématiques (l'argent, le sexe, les médias etc.).
Des prostituées aux proxénètes, des dealers aux toxicomanes, des pollueurs aux maîtres chanteurs, tous les parias trouvent chez Walter Block un défenseur paradoxal, à la pensée fondée sur les démonstrations économiques les plus rationnelles, faisant de lui un cas unique, sans aucun préalable ni équivalent contemporain. Block propose une défense libertarienne de certaines activités paisibles et pourtant considérées inconvenantes.
Cependant, il s'est récemment[Quand ?] distancé de certains des points de vue qu'il défendait dans cet ouvrage.

## Publications

### Livres
- Walter Block (trad. de l'anglais par Arlette Rosenblum, préf. Murray N. Rothbard), Défendre les indéfendables : proxénètes, vendeurs d'héroïne, prostituées, maîtres chanteurs..., Paris, Les Belles Lettres, 1993, 274 p. (ISBN 2-251-44012-7, présentation en ligne)
- (en) Walter Block (dir.), Economics and the Environment : A Reconciliation, Vancouver, The Fraser Institute, 1990
- (en) Walter Block, The U.S. Bishops and Their Critics : An Ethical and Economic Perspective, Vancouver, The Fraser Institute, 1986
- (en) Walter Block (dir.), Geoffrey Brennan (dir.), Kenneth Elzinga (dir.) et al., Morality of the Market : Religious and Economic Perspectives, Vancouver, The Fraser Institute, 1985, 601 p. (ISBN 0-88975-074-2)
- (en) Walter Block (dir.), Irving Hexham (dir.) et al., Religion, Economics, and Social Thought, Vancouver, The Fraser Institute, 1986
- (en) Walter Block (dir.), Llewellyn H. Rockwell Jr. (dir.) et al., Man, Economy, and Liberty : Essays in Honor of Murray N. Rothbard, Auburn, Ludwig von Mises Institute, 1988, 423 p. (ISBN 978-1-61016-009-4, lire en ligne)
- (en) Walter Block (dir.), Donald Shaw (dir.) et al., Theology, Third World Development, and Economic Justice, Vancouver, The Fraser Institute, 1985 (ISBN 0-88975-084-X)

### Articles
- Walter Block, « Des thymologistes autrichiens qui ont prédit la bulle immobilière », sur Institut Coppet, 11 février 2013 (consulté le 12 février 2013)
- Walter Block, « L’économie politique selon les Libertariens », Journal Des Economistes Et Des Etudes Humaines, vol. 6, no 1,‎ 1995, p. 121-151 (lire en ligne)
- Walter Block, « Libéraux (libertariens) et libertaires », sur Page personnelle d'Hervé de Quengo, 14 janvier 2001 (consulté le 3 septembre 2012)
- Walter Block, « Si les catholiques adhèrent à leurs traditions, ils doivent soutenir Ron Paul », sur Institut Coppet, 26 juin 2012 (consulté le 20 septembre 2012)
- Walter Block, « Y a-t-il un droit à la syndicalisation ? », sur Institut Coppet, 15 octobre 2013 (consulté le 10 décembre 2013)
- Walter Block, « La privatisation des eaux »
- Was Milton Friedman A Socialist? Yes.. (2013)  MEST Journal, Vol. 1 No. 1. p. 11-26. DOI 10.12709/mest.01.01.01.02.pdf.
- Should Abortion be Criminalized? Rejoinder to Akers, Davies and Shaffer on Abortion (2014) FBIM Transactions  (ISSN 2334-704X) (Online). DOI 10.12709/fbim.02.02.01.04.